# Jason Scott Lee
Jason Scott Lee (李截, pinyin: Lǐ Jié, 19 de noviembre de 1966) es un actor estadounidense.

## Biografía
Nació en Los Ángeles, California, pero a la edad de dos años fue llevado y criado en Hawái. Es hijo de Sylvia y Robert Lee, un conductor de carros. Tiene tres hermanos y una hermana. Es de origen chino-hawaiano. Pertenece a la tercera generación de chinos-americanos. 
A mediados de la década de 1990, Lee interpretó algunos papeles importantes en largometrajes. La ascensión de Lee responde, además, a un resurgir del género de aventuras exóticas y a una clara revalorización de los orientales en la pantalla. Gracias a su impresionante forma física, fruto de su afición al surf, ganó el papel de Dragón después de que le rechazaran en El último mohicano (1992), porque no tenía el aspecto de amerindio. Así, el actor dio su salto a la fama en el año 1993 de la forma más tópica, encarnando al mítico maestro de las artes marciales y luchador Bruce Lee en Dragón: La historia de Bruce Lee. 
Aunque tenía poco o ningún parecido con la leyenda del Kung Fu y ningún entrenamiento previo en artes marciales, logró capturar las características y gestos personales de Bruce Lee y lo convirtió en una figura romántica.
Tuvo un duro trabajo por delante, mostrar la esencia del Jeet Kune Do. Para ello se entrenó con Jerry Poteet, que estudió durante tres años con el maestro del Jeet Kune Do, Bruce Lee, y de quien llegó a ser un gran amigo. 
De ese modo Jerry Poteet lógicamente se convirtió en tutor de Jason Scott Lee (sin relación familiar con Bruce Lee).
Gran parte de su tiempo juntos lo dedicaron a revisar el estilo de Bruce Lee y a sus movimientos básicos de pies, así como los mejores métodos para esgrimir el nunchaku. 
No presentó un gran reto, dice Jerry Poteet, porque Jason era tan atlético que, naturalmente, llegó a la realización de todas las escenas de artes marciales. 
Desde entonces, no se ha bajado de las listas del éxito, pero sigue recibiendo todo tipo de papeles para todo tipo de actuaciones. Su creación de Bruce Lee impresionó tanto al director Stephen Sommers que no dudó en ofrecerle el papel protagonista de El libro de la selva: la aventura continúa (1994), al que hasta ahora sólo había dado vida el actor indio Sabu en 1944. Jason logró representar la espiritualidad inherente y la personalidad de Mowgli.
Actualmente vive en la Isla Grande de Mauna Loa en Hawái, cerca del Parque nacional de los Volcanes, en una granja de estilo sostenible de 25 acres de tierra rodeada de bosques nativos. Lee ha llamado a su granja "Pu Mu", representado por dos caracteres chinos que simboliza "Pu” 普 "Simplicidad" y “Mu" 萬畝 "Nada", basándose en la filosofía e ideología de llevar una vida más sencilla y con menos posesiones materiales.
Jason cuida su granja utilizando sólo los métodos naturales de la agricultura tradicional china. Una técnica desarrollada por su maestro de agricultura japonesa, Sensei Masanobu Fukuoka.
Ha creado un arte en la agricultura que es lo más cercano al patrón de crecimiento natural de los cultivos, una manera semi-salvaje. 
Una forma de agricultura y una forma de vida, que curan el espíritu humano y la tierra al mismo tiempo. El cuidado de la tierra, es fundamental en Pu Mu.
Jason no está solo en la granja. A menudo también le visitan huéspedes, cualquier persona, agricultores interesados, así como niños de primaria y estudiantes de la escuela secundaria para ver lo que está pasando allí. 
El documental "Living Pono" fue grabado el 1 de octubre de 2007 y fue emitido por la televisión a nivel internacional y en festivales internacionales de cine a partir de 2009. 
También es propietario del Teatro Ulua en Honolulu, que se inauguró en el 2005, con la producción de la obra "Burn This" y donde además se realizan conciertos de música de origen hawaiano, en los que participan entre otros la controvertida banda, Sugah Daddy e'Hawaiianrockband.
Lee se siente limitado artísticamente por su apariencia física. Como todos los actores de tipo racial, estará siempre limitado a los personajes exóticos. Como un actor no caucásico con una apariencia étnica ambigua, ha sido llamado a representar distintas razas como por ejemplo interpretando a un esquimal en Map of the Human Heart (1993), un nativo polinesio de la Isla de Pascua en Rapa Nui (1994) y un indio en El Libro de la Selva.
Lee es uno de los actores, productores y directores que intervinieron en el documental The Slanted Screen(2006), dirigida por Jeff Adachi, sobre la representación de los hombres asiáticos y asiático-americanos en Hollywood a lo largo del tiempo.

## Filmografía
| Año       | Título                                           | Papel | Notas                                                     |
| --------- | ------------------------------------------------ | ----- | --------------------------------------------------------- |
| 1987      | Nacido al este de Los Ángeles                    |       |                                                           |
| 1989      | Back to the Future Part II                       |       |                                                           |
| 1990      | Tu doble                                         |       |                                                           |
| 1991      | Ghoulies III: Los Ghoulies van a la universidad  |       |                                                           |
| 1993      | Mapa del Corazón Humano                          |       |                                                           |
| 1993      | Dragón: La historia de Bruce Lee                 |       |                                                           |
| 1994      | Rapa Nui                                         |       |                                                           |
| 1994      | Retrato de una novia                             |       |                                                           |
| 1994      | El libro de la selva: la aventura continúa       |       |                                                           |
| 1998      | La sombra del Faraón                             |       |                                                           |
| 1998      | Soldier                                          |       |                                                           |
| 2000      | Las mil y una noches                             |       |                                                           |
| 2002      | Lilo & Stitch                                    |       | Papel de voz                                              |
| 2003      | Dracula II: Resurrección                         |       |                                                           |
| 2004      | Timecop 2: La Decisión de Berlín                 |       |                                                           |
| 2005      | Dracula III: El Legado                           |       |                                                           |
| 2005      | Lilo & Stitch 2: Stitch Has a Glitch             |       | Papel de voz; Película directa a video                    |
| 2005      | La Profecía: Forsaken                            |       |                                                           |
| 2005      | Only the Brave (Solo los valientes)              |       |                                                           |
| 2006      | Nomad                                            |       |                                                           |
| 2006      | The Slanted Screen (La pantalla inclinada)       |       | Documental                                                |
| 2007      | Balls of Fury                                    |       |                                                           |
| 2008      | El baile del dragón                              |       |                                                           |
| 2010-2012 | Hawaii 5.0                                       |       | 3 episodios - "Mana'o" - "Kalele" - "Olelo HoʻOpaʻI Make" |
| 2011      | Vashil Movie                                     |       |                                                           |
| 2014      | Seventh Son                                      |       |                                                           |
| 2016      | Crouching Tiger, Hidden Dragon: Sword of Destiny |       |                                                           |
| 2020      | Mulan                                            |       |                                                           |
| 2021-2023 | Doogie Kamealoha: Una médica precoz              |       | Papel principal                                           |
| 2022      | Boon                                             |       |                                                           |
| 2025      | Lilo & Stitch                                    |       |                                                           |